# Giovanni Peak
Der Giovanni Peak ist ein etwa 500 m hoher Berg im nördlichen Teil der westantarktischen Alexander-I.-Insel. Am südlichen Ende der Debussy Heights ragt er oberhalb des Mozart-Piedmont-Gletschers auf.
Luftaufnahmen der US-amerikanischen Ronne Antarctic Research Expedition (1947–1948) dienten dem britischen Geographen Derek Searle vom Falkland Islands Dependencies Survey im Jahr 1960 für eine Kartierung. Das UK Antarctic Place-Names Committee benannte den Berg 1961 nach der Oper Don Giovanni von Wolfgang Amadeus Mozart aus dem Jahr 1787.